# 瀬戸瀬温泉

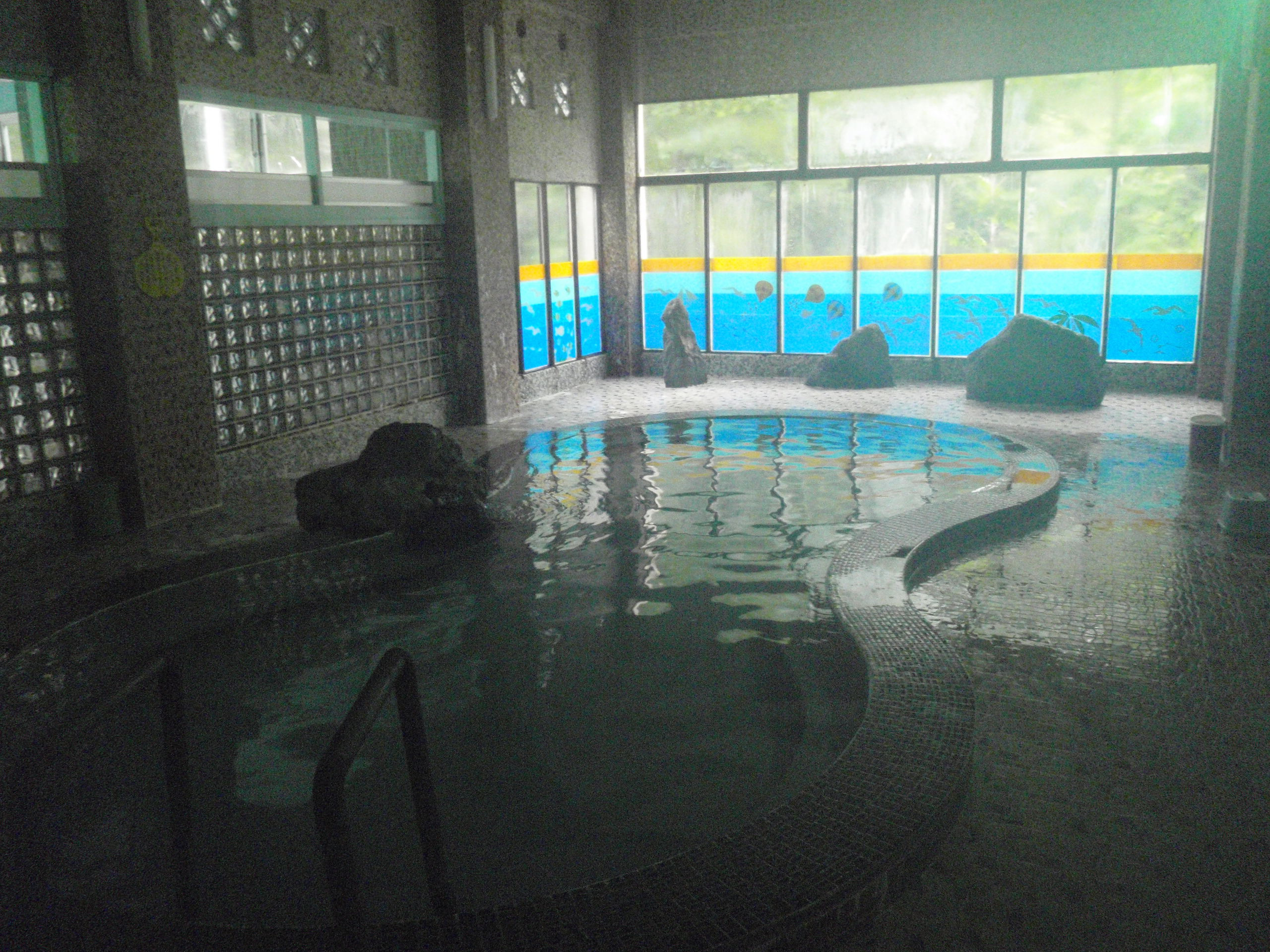
ひょうたん型をした浴槽

瀬戸瀬温泉（せとせおんせん）は、北海道紋別郡遠軽町字湯の里にある温泉。

## 泉質
- アルカリ性単純温泉（低張性アルカリ性高温泉）
  - 源泉温度 42.8℃、pH 9.3（アルカリ性）、湧出量 毎分180L（掘削自噴）
  - 無色透明、無味、無臭[1]

## 温泉地
瀬戸瀬市街地から約10km山中に入ったところに、日帰り入浴を扱う一軒宿の「セトセ温泉ホテル」がある。宿泊は素泊まりのみ。男女別の内風呂のみがあり、源泉掛け流し。
湧出する温泉水は、地ビール「えんがる」の原料ともなっている。

## 歴史
1956年（昭和31年）開湯。遠軽の奥座敷として賑わったが、建物の老朽化や近隣の公営温泉に客を奪われ一時は経営難となった。1998年（平成10年）から宿泊は素泊まりに限定するなど再建を進め、その後は、ひなびたたたずまいや掛け流しの泉質に魅かれた客がじわじわと増え、地元の温泉ファンや道内外の観光客・ライダーが大勢訪れるようになった。
楽天トラベルが2017年（平成29年）1月に発表した全国の秘湯の宿ランキングでは、4位と人気が高い。

## アクセス
- JR北海道石北本線遠軽駅より遠軽町営バス瀬戸瀬温泉線で約40分。一日平日3往復、土休日2往復。
  - 距離では10km北の瀬戸瀬集落にある瀬戸瀬駅が最寄りであるが、ここから直行できる公共交通は存在せず、瀬戸瀬温泉線の瀬戸瀬小学校バス停などまで歩く必要がある。
- 旭川紋別自動車道遠軽瀬戸瀬インターチェンジより道道493号経由で約20分。